# Einkommensverteilung in Dänemark
Die Einkommensverteilung in Dänemark betrachtet die personelle und funktionelle Verteilung der Einkommen in Dänemark. Bei der Analyse der Einkommensverteilung wird im Allgemeinen zwischen der funktionalen und der hier behandelten personellen Einkommensverteilung unterscheiden. Die personelle Einkommensverteilung betrachtet wie das Einkommen einer Volkswirtschaft auf einzelne Personen oder Gruppen (z. B. Privathaushalte) verteilt ist und zwar unabhängig davon, aus welchen Einkommensquellen es stammt. Um die personelle Einkommensverteilung darzustellen, werden Ungleichverteilungsmaße und mehrere statistische Konzepte (Median, Mittelwert etc.) verwendet. Im Jahr 2017 betrug in Dänemark das verfügbare Medianeinkommen 29.063 Euro und der Gini-Koeffizient nach OECD-Bemessung 0,26, gleichbedeutend mit dem 4. Rang im Vergleich in der Europäischen Union.
| Jahr | Gini  | Median   | Mittelwert | 80/20 Ratio |
| ---- | ----- | -------- | ---------- | ----------- |
| 2017 | 0,276 | € 29.383 | € 32.792   | 4,1         |
| 2016 | 0,277 | € 28.665 | € 32.141   | 4,1         |
| 2015 | 0,274 | € 28.364 | € 31.518   | 4,1         |
| 2014 | 0,277 | € 27.861 | € 31.108   | 4,1         |
| 2013 | 0,268 | € 27.444 | € 30.082   | 4           |
| 2012 | 0,265 | € 27.184 | € 29.690   | 3,9         |
| 2011 | 0,266 | € 26.944 | € 29.347   | 4           |
| 2010 | 0,269 | € 25.668 | € 26.915   | 4,4         |
| 2009 | 0,269 | € 25.029 | € 25.897   | 4,6         |
| 2008 | 0,251 | € 24.161 | € 26.030   | 3,6         |

## Verteilungsindikatoren – Methoden zur Darstellung

Mittelwert und Median der Einkommen in Dänemark 2003–2017, bereinigt mittels HVPI (2015=100)

Bei der Deutung statistischer Daten ist darauf zu achten, welcher Einkommensbegriff (Bruttoeinkommen, verfügbares Einkommen etc.) verwendet wird. Sofern nicht anderes angegeben, werden im Folgenden die verfügbaren Äquivalenzeinkommen als Einkommen bezeichnet.

### Durchschnitts- und Medianeinkommen
Im Beobachtungszeitraum von 2003 bis 2017 stieg das nominale Durchschnittseinkommen von 22.515 Euro auf 32.792 Euro, sprich um 45,7 %. Ein Anstieg des durchschnittlichen Einkommens zeigt jedoch nicht, welchen Teilen der Bevölkerung dieser Anstieg zugutegekommen ist und lässt dementsprechend keine Rückschlüsse über die Verteilung der Einkommen zu. Außerdem ist anzumerken, dass dieses Maß anfällig für statistische Verzerrungen sein kann (sehr hohe Einkommen verzerren das Durchschnittseinkommen nach oben).
Besser eignet sich das Medianeinkommen zur Analyse der Einkommensverteilung, welches 2017 in Dänemark 29.383 Euro betrug. Somit hat im Jahr 2017 die eine Hälfte der Bevölkerung mehr, und die andere Hälfte weniger als 29.383 Euro verdient. Insgesamt stieg das Medianeinkommen in Dänemark im beobachteten Zeitraum um 40,4 %, etwas schwächer als das Durchschnittseinkommen.
Die realen Werte (bereinigt um den HVPI) befinden sich bis 2012 über dem Durchschnitts- bzw. Medianeinkommen, da das Einkommenswachstum höher ist als die Inflation. Seit 2012 bewegen sich bereinigte und nicht-bereinigte Werte auf ähnlichem Niveau.
Der Vergleich von Durchschnitt und Median gibt Auskunft über die Schiefe einer Verteilung. Liegt der Durchschnitt über dem Median (wie es bei Einkommensverteilungen üblich ist) spricht man von einer rechtsschiefen Verteilung. Das bedeutet, dass niedrige Einkommen (unter dem Durchschnitt) häufiger beobachtet werden, als hohe Einkommen (über dem Durchschnitt). Der Umstand, dass der Unterschied zwischen Durchschnitt und Median gewachsen ist, bedeutet, dass heute ein größerer Anteil der Bevölkerung niedrige Einkommen bezieht als im Jahr 2003. Dies kann als Anstieg der Ungleichheit interpretiert werden.

### Gini-Koeffizient

Gini-Koeffizient nach OECD-Bemessung in Dänemark, Vergleich Markteinkommen und verfügbares Einkommen im Zeitraum 2005–2015

Der Gini-Koeffizient ist ein Verteilungsmaß zur Bestimmung der Ungleichheit, das Werte zwischen 0 (geringe Ungleichheit) und 1 (hohe Ungleichheit) annehmen kann. Im Zeitraum von 2003 bis 2015 ist die Ungleichheit gemessen am Gini-Koeffizient sowohl für die Einkommen vor Sozialleistungen, als auch für die Einkommen nach Sozialleistungen gestiegen (von 0,45 auf 0,49 bzw. von 0,23 auf 0,26). Des Weiteren liegt der Gini-Koeffizient der Einkommen vor Sozialleistungen deutlich über dem der Einkommen nach Sozialleistungen. Daraus wird ersichtlich, dass der dänische Staat durch Steuern und Sozialleistungen eine starke Umverteilung der Einkommen bewirkt. Im EU-28 Vergleich befindet sich Dänemark nach OECD-Erhebung am 4. Rang, nur Tschechien, Slowenien und Slowakei haben 2015 einen niedrigeren Gini-Koeffizienten.

### S80/S20-Quantilsverhältnis
Ein weiterer Indikator zur Einkommensverteilung ist das S80/S20-Quantilsverhältnis. Ein Quantil kann als Schwellenwert verstanden werden, unter welchem ein gewisser Anteil der Einkommen liegt. Einen Spezialfall, nämlich das 50%-Quantil, stellt der Median dar. Das 80%-Quantil ist also jener Wert, unter dem 80 % der Einkommen liegen. Dies ist gleichbedeutend mit jenem Wert, über dem 20 % der Einkommen liegen. Analog dazu ist das 20%-Quantil jener Wert unter dem 20 % der Einkommen liegen. Folglich entspricht die Summe der Einkommen über dem 80%-Quantil der Summe der Einkommen der bestverdienenden 20 % der Bevölkerung.
Das S80/S20-Quantilsverhältnis betrug in Dänemark 3,6 im Jahr 2003 und erreichte seinen Höhepunkt mit 4,6 in 2009. Inklusive kleiner Brüche sank dieses kontinuierlich über den Beobachtungszeitraum und erreichte im Jahr 2017 einen Wert von 4,1. Das bedeutet, dass die Summe der höchsten Einkommen rund das Vierfache der Summe der niedrigsten Einkommen beträgt. Damit liegt Dänemark eindeutig unter dem EU-Durchschnitt von 5,1.

### Top 10% Anteil

Anteil des oberen Dezils am nationalen Äquivalenzeinkommen, Vergleich Dänemark und EU27 im Zeitraum 2003–2018

Der Top 10 % Anteil bezeichnet den Anteil des obersten Dezils am nationalen Äquivalenzeinkommen. In Dänemark stieg dieser Wert von 21,0 % im Jahr 2003 auf 23,2 % im Jahr 2018. Das heißt, dass 2018 die einkommensstärksten 10 % der Bevölkerung 23,2 % des gesamten Einkommens bezogen haben. Auch damit ist Dänemark unter dem EU-Schnitt, welcher bei 23,9 % liegt.

### Armutsgefährdungsquote
Die Armutsgefährdungsquote zeigt den Anteil jener, die aufgrund ihres relativ geringen Einkommens von Armut und sozialer Ausgrenzung bedroht sind. Nach dem EU-Standard entspricht diese Quote dem Anteil der Personen, deren Äquivalenzeinkommen weniger als 60 % des Medians der Äquivalenzeinkommen der Bevölkerung beträgt. Daraus ist ersichtlich, dass die Armutsgefährdungsquote nur relativ betrachtet werden kann und häufig (nicht zwanghaft) auf einen niedrigen Lebensstandard der Betroffenen hindeutet.
Insgesamt ist die Armutsgefährdungsquote in Dänemark über den Beobachtungszeitraum 2003 bis 2018 von 10,2 % auf 14,6 % gestiegen, dieser Anteil der Bevölkerung verfügt damit weniger als 60 % des Medianeinkommens. Die Armutsgefährdungsquote im EU-Durchschnitt liegt 2017 bei 16,9 %, somit sind weniger Personen in Dänemark von Armut gefährdet als im EU-Vergleich.

### Gesamtübersicht der Indikatoren
Die folgende Tabelle zeigt verschiedene Indikatoren zur Verteilung der verfügbaren Äquivalenzeinkommen in Dänemark im Zeitraum von 2003 bis 2017. Sämtliche Werte sind der Eurostat-Datenbank entnommen. Die Realeinkommen (inflationsbereinigte Einkommen) berechnen sich folgendermaßen: Realeinkommen = Einkommen nominell * HVPI / 100.
| Jahr | Durchschnittliches Einkommen | Median-Einkommen | Durchschnittliches Einkommen, HVPI bereinigt | Median-Einkommen, HVPI bereinigt | Gini-Koeffizient vor Sozialleistungen | Gini-Koeffizient nach Sozialleistungen | S80/S20 | Top 10 % Anteil | Armutsgefährdungsquote |
| ---- | ---------------------------- | ---------------- | -------------------------------------------- | -------------------------------- | ------------------------------------- | -------------------------------------- | ------- | --------------- | ---------------------- |
| 2003 | € 22.515                     | € 20.923         | € 27.225                                     | € 25.300                         | 46,4                                  | 24,8                                   | 3,6     | 21,0            | 10,2%                  |
| 2004 | € 22.754                     | € 21.225         | € 27.250                                     | € 25.419                         | 44,7                                  | 23,9                                   | 3,4     | 20,3            | 9,4%                   |
| 2005 | € 23.294                     | € 22.124         | € 27.405                                     | € 26.028                         | 44,5                                  | 23,9                                   | 3,5     | 19,7            | 10,9%                  |
| 2006 | € 24.013                     | € 22.663         | € 27.761                                     | € 26.200                         | 44,2                                  | 23,7                                   | 3,4     | 19,9            | 10,6%                  |
| 2007 | € 25.113                     | € 23.341         | € 28.538                                     | € 26.524                         | 45,2                                  | 25,2                                   | 3,7     | 21,0            | 10,7%                  |
| 2008 | € 26.030                     | € 24.161         | € 28.542                                     | € 26.492                         | 46,4                                  | 25,1                                   | 3,6     | 21,1            | 10,8%                  |
| 2009 | € 25.897                     | € 25.029         | € 28.118                                     | € 27.176                         | 58,8                                  | 26,9                                   | 4,6     | 20,4            | 11,8%                  |
| 2010 | € 26.915                     | € 25.668         | € 28.603                                     | € 27.277                         | 51,3                                  | 26,9                                   | 4,4     | 20,8            | 12,7%                  |
| 2011 | € 29.347                     | € 26.944         | € 30.380                                     | € 27.892                         | 50,8                                  | 26,6                                   | 4,0     | 21,7            | 11,8%                  |
| 2012 | € 29.690                     | € 27.184         | € 30.020                                     | € 27.486                         | 51,2                                  | 26,5                                   | 3,9     | 21,8            | 12,1%                  |
| 2013 | € 30.082                     | € 27.444         | € 30.264                                     | € 27.610                         | 51,4                                  | 26,8                                   | 4,0     | 22,0            | 13,1%                  |
| 2014 | € 31.108                     | € 27.861         | € 31.170                                     | € 27.917                         | 53,1                                  | 27,7                                   | 4,1     | 22,9            | 13,3%                  |
| 2015 | € 31.518                     | € 28.364         | € 31.518                                     | € 28.364                         | 51,7                                  | 27,4                                   | 4,1     | 22,6            | 13,6%                  |
| 2016 | € 32.141                     | € 28.665         | € 32.141                                     | € 28.665                         | 50,7                                  | 27,7                                   | 4,1     | 23,1            | 13,4%                  |
| 2017 | € 32.792                     | € 29.383         | € 32.435                                     | € 29.063                         | 49,9                                  | 27,6                                   | 4,1     | 22,9            | 14,0%                  |

## Geschlechtsspezifische Einkommensungleichheit

### S80/S20 Einkommensquintilverhältnis nach Geschlecht

Einkommensquintilverhältnis nach Geschlecht in Dänemark, S80/S20 Verhältnis im Zeitraum 2003–2018

Das S80/S20 Einkommensquintilverhältnis gibt das Verhältnis des Gesamteinkommens von den 20 % der Bevölkerung mit dem höchsten Einkommen (oberstes Quintil) zum Gesamteinkommen von der 20 % der Bevölkerung mit dem niedrigsten Einkommen (unterstes Quintil). Neben der Betrachtung für die gesamte Bevölkerung ist es ebenfalls möglich nach Geschlechtern zu unterscheiden. Im Jahr 2017 beträgt das Verhältnis in Dänemark bei Frauen 4 und bei Männern 4,3.
In der beigefügten Grafik wird besonders deutlich, welche Auswirkungen die Weltfinanzkrise auf den dänischen Arbeitsmarkt hatte. Sowohl bei Frauen als auch bei Männern ist eine starke Erhöhung des Einkommensquintilverhältnisses im Jahr 2009 zu beobachten (bei Frauen von 3,5 auf 4 bzw. bei Männern von 3,8 auf 5,5). Ein möglicher Grund für diesen Anstieg ist die stark gestiegene Arbeitslosigkeit, besonders bei Männern (2008 lag die Arbeitslosenquote bei 3,2 % und stieg 2010 bis auf 8,4 %). Dies ist zurückzuführen auf die Tatsache, dass Arbeitskräfte aufgrund der lockeren Arbeitsschutzgesetze Dänemarks schnell entlassen werden können und besonders am Anfang der Krise viele Arbeitnehmer wegen der unsicheren wirtschaftlichen Lage gekündigt wurden.

### Geschlechtsspezifisches Verdienstgefälle

Nicht adjustierter Gender-Wage-Gap in Dänemark, prozentualer Einkommensunterschied zwischen Männern und Frauen im Zeitraum 2007–2017

Als geschlechtsspezifisches Verdienstgefälle oder Gender-Wage-Gap wird der Unterschied beim durchschnittlichen Verdienst von Männern und Frauen bezeichnet. Es ist definiert als Differenz zwischen den durchschnittlichen Brutto-Stundenverdiensten der männlichen und weiblichen Arbeitnehmer, ausgedrückt in Prozent des durchschnittlichen Brutto-Stundenverdiensts der männlichen Arbeitnehmer. Die beigefügte Grafik zeigt den unbereinigten Gender-Wage-Gap der NACE-2 Tätigkeit Industrie, Baugewerbe und Dienstleistungen (ohne Öffentliche Verwaltung, Verteidigung und Sozialversicherung) in Dänemark im Vergleich zur EU-27. Somit wird hier die Differenz zwischen den durchschnittlichen Bruttoverdiensten von Frauen und Männern abgebildet.
Der Gender-Wage-Gap des privaten Sektors ist in Dänemark rückläufig (von 17,7 Prozent in 2007 auf 14,7 Prozent in 2017) und befindet sich unter dem EU-Schnitt. Im öffentlichen Sektor ist das geschlechtsspezifische Verdienstgefälle im Zeitraum 2008 bis 2017 leicht von 5 Prozent auf 6 Prozent gestiegen. Trotz dieses Anstieges ist der Gender-Wage-Gap geringer im öffentlichen Sektor, bedingt vor allem durch ein leistungsabhängiges Einstellungsverfahren und institutionelles Umfeld, das die Transparenz der Löhne gegenüber dem privaten Sektor fördert. Mögliche Gründe für das Bestehen der Gender-Wage-Gap sind einerseits, dass es schwieriger für Frauen ist, individuelle Qualitäten wie den Bildungsstand zu nutzen, um das Lohngefälle zu schließen, und andererseits, dass mehr Frauen in Teilzeit arbeiten als Männer (insgesamt 26,9 Prozent aller Frauen im erwerbsfähigen Alter sind 2018 in Teilzeit beschäftigt gegenüber 13 Prozent der Männer.).

## Regionale Ungleichheit

Verfügbares Haushaltseinkommen 2017 auf NUTS-2 Ebene in Dänemark

### Verfügbares Haushaltseinkommen
Das verfügbare Einkommen der Haushalte ist der Saldo des Primäreinkommens (Einkommen aus Arbeit, erhaltenes Vermögenseinkommen, gezahltes Vermögenseinkommen wird angezogen) sowie der Umverteilung von Einkommen in Form von Geldleistungen (monetäre Sozialleistungen, gezahlte Einkommens- und Vermögenssteuer, sonstige laufende Transfers). Um die regionale Ungleichheit der Haushaltseinkommen darzustellen, wird Dänemark mithilfe des NUTS-Systems eingeteilt, wobei die Einteilung der Regionen auf unterschiedlichen Ebenen erfolgt.
Das höchste verfügbare Haushaltseinkommen 2017 wird in der Region Hovedstaden mit 17.300 Euro beobachtet, welche den Nordosten Seelands mit der Hauptstadt Kopenhagen und die Insel Bornholm umfasst. Im Gegenzug verfügen die Regionen Syddanmark und Nordjylland mit jeweils 15.700 Euro über das geringste durchschnittliche Einkommen. Abgesehen von Hovedstaden unterscheidet sich die verfügbaren Haushaltseinkommen der übrigen Regionen allerdings nur gering.

Von Armut bedrohte Bevölkerung auf NUTS-2 Ebene 2018 in Dänemark

### Armut und soziale Ausgrenzung
Eurostat definiert die von Armut und sozialer Ausgrenzung bedrohte Bevölkerung als prozentualer Anteil der Bevölkerung insgesamt, die armutsgefährdet sind, unter materieller Deprivation leiden oder in Haushalten mit sehr niedriger Erwerbstätigkeit leben. Die materielle Deprivation umfasst zum einen die wirtschaftliche Belastung und zum anderen den Mangel an langlebigen Gebrauchsgütern, sie ist definiert als die unfreiwillige Unfähigkeit für manche Ausgaben aufkommen zu können. Als in Haushalten mit niedriger Erwerbstätigkeit lebend gelten Personen, die in Haushalten leben, in denen die Erwachsenen (18–59 Jahre) im vorhergehenden Jahr insgesamt weniger als 20 % gearbeitet haben.
Der Anteil der von Armut bedrohter Bevölkerung ist am höchsten in der nördlichsten Region Nordjylland mit 20,7 % und am niedrigsten in Syddanmark mit 15,7 %. In der Region Hovedstaden mit Kopenhagen liegt der Anteil bei 19,9 %, in Midtjylland bei 15,8 % und in Sjælland bei 16,3 %. Im Zeitraum von 2007 bis 2018 hatte abgesehen von Sjælland jede Region mindestens für ein Jahr den höchsten Anteil an armutsgefährdeter Bevölkerung.

## Hintergründe zu der Entwicklung
Innerhalb der OECD zählt Dänemark zu den gleichberechtigteren Ländern. Zwar ist im direkten Vergleich die Ungleichheit in Dänemark seit den 1990er Jahren schneller gestiegen, dennoch ist sie auf einem sehr niedrigen Niveau. Dieser leichte Anstieg der Einkommensungleichheit ist das Resultat verschiedener gesellschaftlicher und politischer Veränderungen.
Der Anstieg der Einkommensungleichheit kann zum Teil auf demografische Veränderungen zurückgeführt werden. Generell steigt die Einkommensungleichheit, wenn der Anteil einer Subgruppe der Bevölkerung mit durchschnittlich hohem bzw. niedrigen Einkommen größer wird. Die in Dänemark, wie in weiten Teilen Europas stattfindende Alterung der Bevölkerung erhöht die Einkommensungleichheit somit über zwei Kanäle: zum einen nimmt die Variation der Einkommen mit dem Alter zu und zum anderen liegen Pensionen in der Regel unter dem Durchschnittseinkommen. Ähnliches kann über die Zunahme von Single-Haushalten, die gestiegene Zahl an Studenten und den gestiegenen Anteil von Personen mit Migrationshintergrund gesagt werden. Die Einkommen von Singles, Studenten und Immigranten variieren ebenfalls stärker und liegen unter dem Bevölkerungsdurchschnitt. Steigt ihr Anteil an der Gesamtbevölkerung, wie dies in den vergangenen Jahren in Dänemark der Fall war, so steigt auch die Einkommensungleichheit.
Die Auswirkungen dieser demografischen Veränderungen betreffen vorrangig Lohneinkommen, doch auch Entwicklungen im Bereich der Kapitaleinkommen trugen in jüngerer Vergangenheit zu einem Anstieg der Einkommensungleichheit bei. Zwar wuchsen die Kapitaleinkommen in den vergangenen Jahren, jedoch wurde weniger stark umverteilt. Ursache hierfür ist, dass das dänische Einkommensteuersystem in den letzten 20 Jahren aufgrund einer Reihe von Steuerreformen weniger progressiv ausgerichtet wurde. Außerdem hat die Umverteilungswirkung von Steuern und Sozialtransfers infolge diverser Reformen abgenommen. So ist die Zahl der Arbeitslosengeldbezieher aufgrund strengerer Regelungen gesunken und staatliche Pensionen wurden teilweise durch private und betriebliche ersetzt, wodurch Sozialtransfers generell an Bedeutung verloren haben.
Gleichzeitig fanden jedoch auch Entwicklungen statt, welche den Trend hin zu mehr Ungleichheit abschwächten. An erster Stelle ist hier zu nennen, dass sich die Einkommen von Männern und Frauen seit den 1980er Jahren angeglichen haben. Dies ist auf die höhere Partizipation von Frauen am dänischen Arbeitsmarkt und den Anstieg der von Frauen geleisteten Arbeitsstunden sowie eine Reduktion des Gender-Pay-Gap zurückzuführen. Der Rückgang des Gender-Pay-Gap wiederum kann dadurch erklärt werden, dass Geschlechterunterschiede in Bezug auf Bildungsgrad, Berufs- und Branchenwahl sowie Arbeitserfahrungen gesunken sind.

## Besonderheiten des dänischen Arbeitsmarktes
Insgesamt wendet Dänemark rund 1,8 % des BIPs für aktive Arbeitsmarktpolitik auf und ist somit in diesem Punkt unter den OECD Staaten führend. Die Arbeitsmarktpolitik Dänemarks folgt dem sogenannten Flexicurity-Prinzip. Flexicurity ist ein Schachtelwort aus Flexibility und Security und ist zum einen durch lockere Arbeitsschutzgesetze sowie großzügige Arbeitslosenversicherungen und zum anderen durch eine aktive Arbeitsmarktpolitik gekennzeichnet. Ein Charakteristikum der Flexicurity-Politik stellen sogenannte aktivierende Maßnahmen dar. So haben beispielsweise Arbeitslose innerhalb von drei Monaten in Zusammenarbeit mit den Behörden einen Aktionsplan für den beruflichen Wiedereinstieg zu erstellen. Außerdem können Weiterbildungsprogramme und die Annahme vermittelter Stellen, unter der Konsequenz einer Kürzung oder sogar Streichung der Arbeitslosenunterstützung bei Verweigerung, vorgeschrieben werden. Ziel dieser strikten Maßnahmen ist es die Dauer der Arbeitslosigkeit zu senken und sicherzustellen, dass die Bezieher bereit sind am Arbeitsmarkt zu partizipieren. Zusätzlich zu den bereits genannten Reformen wurden, im internationalen Vergleich, großzügige Karenzmodelle ins Leben gerufen. Im Rahmen des Flexicurity-Prinzips wird somit einerseits versucht, die Flexibilität der Arbeitsmarktinstitutionen sicherzustellen und gleichzeitig die Einkommensungleichheit durch wohlfahrtsstaatliche Eingriffe gering zu halten.